# Jean-Pierre Bacri
Jean-Pierre Bacri (Bou Ismaïl, 24 maggio 1951 – Parigi, 18 gennaio 2021) è stato un attore e sceneggiatore francese.
È l'autore di nove sceneggiature scritte con Agnès Jaoui, di cui cinque da lei dirette e in cui lui recita. Collabora inoltre in diverse occasioni con i registi Cédric Klapisch, Alain Chabat, Alain Resnais, Claude Berri e Pascal Bonitzer. Tra i film sceneggiati dal duo Bacri-Jaoui, Le Goût des autres (2000) è stato nominato per l'Oscar del miglior film internazionale alla cerimonia degli Oscar del 2001 e Comme une image (2004) ha ricevuto il Premio per la sceneggiatura al Festival di Cannes 2004.
In teatro, è stato premiato nel 1992 con il Molière per autore per l'opera Cuisine et Dépendances. Nel 2017 ha ottenuto il Molière come attore per il suo ruolo in Les Femmes savantes. Al cinema, ha ricevuto quattro volte il César per la miglior sceneggiatura originale, ha vinto una volta il César come miglior attore in un ruolo secondario ed è stato nominato sei volte nella categoria del miglior attore.

## Biografia
Jean-Pierre Sauveur Bacri nacque il 24 maggio 1951 a Castiglione. Di origine ebraico-algerina, era figlio di Robert Bacri e di Estelle Attia. Grazie a suo padre, che lavorava come postino durante la settimana e come addetto all'accoglienza nel cinema denominato Star della città nei weekend, scoprì la settima arte. Il padre apparirà in seguito nel film Il gusto degli altri, diretto dalla nuora, nel ruolo del padre del protagonista. Arrivato a Cannes con i suoi genitori nel 1962, incontrò Cyril de La Patellière al liceo Carnot; inizialmente desiderava diventare insegnante di francese e latino, ma poi si orientò verso il mondo bancario.
Tuttavia, a 23 anni, Jean-Pierre Bacri abbandonò la sua posizione alla Société Générale, si trasferì a Parigi e decise di lavorare nel settore della pubblicità. Per guadagnarsi da vivere, lavorava come addetto all'accoglienza all'Olympia e si occupava delle pulizie negli uffici. Parallelamente, su suggerimento di una sua conoscenza di Cannes, seguì un corso di recitazione sia al corso Simon sia a quello di Jean Périmony, mentre scriveva opere teatrali, tra le quali Le Doux Visage de l'amour, per la quale ricevette il premio della Fondation Marcel-Bleustein-Blanchet pour la vocation nel 1979.

### Carriera
Dal 1987 al 2012 fu il compagno dell'attrice, sceneggiatrice e regista Agnès Jaoui, con la quale scrisse e interpretò i cinque film da lei diretti, Il gusto degli altri (2000), Così fan tutti (2004), Parlez-moi de la pluie (2008), Quando meno te l'aspetti (2013) e Place publique (2018). Tra gli altri film da lui interpretati, da ricordare Prestami il rossetto (1983), Place Vendôme (1998) e C'est la vie - Prendila come viene (2017).
Ottenne quattro volte il César per la miglior sceneggiatura originale, una volta come miglior attore non protagonista e fu candidato sei volte per il César come migliore attore.

#### Anni 2000
Divenuto un collaboratore stretto di Alain Chabat, partecipò alla sceneggiatura della grande produzione Asterix & Obelix - Missione Cleopatra e si occupò anche della narrazione del film, rivelatosi un enorme successo nel 2002. Bacri, nel frattempo, condivise la locandina della commedia Une femme de ménage di Claude Berri insieme alla giovane Émilie Dequenne.
Nel 2003, insieme a Nathalie Baye, Isabelle Carré e Melvil Poupaud, fece parte del quartetto formato da Noémie Lvovsky per la sua commedia drammatica I sentimenti. Nel 2004 condivise la locandina del dramma Così fan tutti di Agnès Jaoui, accanto alla giovane Marilou Berry. Il film fece vincere al duo il Premio per la sceneggiatura al Festival di Cannes 2004.
Nel 2005 decise di sponsorizzare il collettivo Devoirs de mémoires.
Nel 2006 si riunì con la regista Nicole Garcia per interpretare il ruolo principale della commedia drammatica Quello che gli uomini non dicono, per poi incontrare nel 2008 la sua collaboratrice Agnès Jaoui per la commedia drammatica Parlez-moi de la pluie, in cui Jamel Debbouze, in un ruolo contro il suo abituale tipo, parla del razzismo ordinario.
Nel 2009 guidò il dramma indipendente Adieu Gary, scritto e diretto da Nassim Amaouche, per poi girare nel 2011 il thriller di Raphaël Jacoulot, Avant l'aube.

#### Anni 2010
Nel settembre 2012 l'attore interpretò il ruolo principale maschile nella commedia Cherchez Hortense, diretta da Pascal Bonitzer.
Successivamente fu di nuovo al fianco di Agnès Jaoui per un sesto lungometraggio, la commedia fantastica Quando meno te l'aspetti, uscita nel 2013. In questo film, Bacri interpretò un istruttore di scuola guida convinto irrimediabilmente che la sua ultima ora sia giunta. Il cast principale include Agathe Bonitzer, Arthur Dupont e Benjamin Biolay.
L'anno 2015 è segnato dall'uscita di un lungometraggio: la commedia drammatica La Vie très privée de Monsieur Sim, diretta da Michel Leclerc, in cui venne affiancato da Isabelle Gélinas. Nel 2016 ritrovò Pascal Bonitzer per la commedia Tout de suite maintenant, in cui si esibì accanto a Agathe Bonitzer, Vincent Lacoste e Lambert Wilson.
L'anno successivo fu il protagonista di due lungometraggi: la satira Grand Froid, in cui fu supportato da Arthur Dupont e Olivier Gourmet, e la commedia C'est la vie - Prendila come viene, scritta e diretta da un altro duo del cinema francese, Olivier Nakache e Éric Toledano. Fedele a Alain Chabat, fece anche un'apparizione nella commedia Santa et Cie.
Nel 2018 si riunì prima con Agnès Jaoui per la satira Place publique. Poi interpretò i patriarchi nella commedia drammatica Photo de famille, dove ebbe come partner Chantal Lauby.

### Impegno politico
Politicamente orientato a sinistra, nel 2014 fu membro del comitato di sostegno alla candidatura di Anne Hidalgo per la carica di sindaco di Parigi.

### Posizioni espresse
Intervistato dal quotidiano Ouest-France nel 2013 dichiarò di sostenere finanziariamente il progetto Wikipedia: «Mi piace Wikipedia, l'enciclopedia collaborativa su Internet [...] Certo, per le notizie calde ci possono essere degli errori, ma per la cultura generale è fantastica. Ho dato loro degli euro per sostenere l'idea».
Nel 2018, durante una sessione di domande e risposte per la promozione del DVD Place publique, criticò l'ex ministro dimissionario dell'Ambiente Nicolas Hulot, accusandolo di «falsa ingenuità» riguardo al ruolo delle lobby e del suo abbandono del governo dopo un anno di partecipazione.

### Vita privata
Dal 1987 al 2012 Jean-Pierre Bacri ebbe una relazione con Agnès Jaoui, sua coprotagonista nella commedia teatrale Il compleanno di Harold Pinter, diretta da Jean-Michel Ribes.

### Morte e omaggi
Morì nel 2021 all'età di 69 anni, a causa di un tumore. Le esequie si svolsero in forma privata il 26 gennaio presso il crematorio del cimitero di Père-Lachaise.
L'intero mondo della cultura e le personalità pubbliche gli resero omaggio. L'attore Alain Chabat dichiarò: «Amavo Jean-Pierre Bacri prima ancora di incontrarlo e ancora di più dopo. Che le nostre strade si siano incrociate o meno, lui era nostro amico. Tante sono le ragioni per volergli bene».
Anche le emittenti televisive adattarono la loro programmazione per omaggiare l'attore. Il 24 gennaio venne trasmesso per la prima volta in chiaro su TF1 Le Sens de la fête, di Olivier Nakache e Éric Toledano, uno degli ultimi ruoli da protagonista di Bacri nel cinema. Il film raggiunse la migliore audience dell'anno per una trasmissione televisiva, con 7,5 milioni di telespettatori.
Durante la 46ª cerimonia dei César venne trasmesso un omaggio a Jean-Pierre Bacri, e a titolo postumo gli fu assegnato un César onorario.

## Filmografia

### Attore
- Histoire d'amour (Le Toubib), regia di Pierre Granier-Deferre (1979)
- Il grande perdono (Le Grand pardon), regia di Alexandre Arcady (1982)
- Prestami il rossetto (Coup de foudre), regia di Diane Kurys (1983)
- Shocking Love (On ne meurt que deux fois), regia di Jacques Deray (1985)
- Subway, regia di Luc Besson (1985)
- La ragazza senza fissa dimora (Rue du Départ), regia di Tony Gatlif (1986)
- Cuisine et dépendances, regia di Philippe Muyl (1993)
- Aria di famiglia (Un Air de famille), regia di Cédric Klapisch (1996)
- Parole, parole, parole... (On connaît la chanson), regia di Alain Resnais (1997)
- Didier, regia di Alain Chabat (1997)
- Place Vendôme, regia di Nicole Garcia (1998)
- Peut-être, regia di Cédric Klapisch (1999)
- Kennedy et moi, regia di Sam Karmann (1999)
- Il gusto degli altri (Le Gôut des autres), regia di Agnès Jaoui (2000)
- Une femme de ménage, regia di Claude Berri (2002)
- I sentimenti (Les Sentiments), regia di Noémie Lvovsky (2003)
- Così fan tutti (Comme une image), regia di Agnès Jaoui (2004)
- Quello che gli uomini non dicono (Selon Charlie), regia di Nicole Garcia (2006)
- Parlez-moi de la pluie, regia di Agnès Jaoui (2008)
- Cherchez Hortense, regia di Pascal Bonitzer (2012)
- Quando meno te l'aspetti (Au bout du conte), regia di Agnès Jaoui (2013)
- La Vie très privée de Monsieur Sim, regia di Michel Leclerc (2015)
- C'est la vie - Prendila come viene (Le Sens de la fête), regia di Éric Toledano e Olivier Nakache (2017)
- Place publique, regia di Agnès Jaoui (2018)

### Sceneggiatore
- Smoking/No Smoking (1993)
- Cuisine et dépendances (1993)
- Aria di famiglia (Un air de famille) (1996)
- Parole, parole, parole... (On connaît la chanson) (1997)
- Il gusto degli altri (Le Goût des autres) (2000)
- Così fan tutti (Comme une image) (2004)
- Parlez-moi de la pluie (2008)

## Doppiatori italiani
- Luca Biagini in Parole, parole, parole..., I sentimenti, Così fan tutti, Quello che gli uomini non dicono, Quando meno te l'aspetti, Il gusto degli altri
- Mario Cordova in Prestami il rossetto
- Massimo Corvo in Place Vendôme
- Marco Mete in C'est la vie - Prendila come viene

## Riconoscimenti
- Premio César
  - 1994 - Migliore sceneggiatura originale o il miglior adattamento per Smoking/No Smoking
  - 1997 - Migliore sceneggiatura originale o il miglior adattamento per Aria di famiglia
  - 1998 - Migliore sceneggiatura originale o il miglior adattamento per Parole, parole, parole...
  - 1998 - Miglior attore non protagonista per Parole, parole, parole...
  - 2001 - Migliore sceneggiatura originale o il miglior adattamento per Il gusto degli altri